# Супермен 2
«Супермен 2» (англ. Superman II) — британсько-американський фантастичний фільм 1980 року, сиквел фільму «Супермен» 1978 року, друга частина екранізацій коміксів про Супермена.

## Сюжет
Незадовго до загибелі планети Криптон заколотників, генерала Зода, Урсу та Нона, було засуджено до вигнання в Фантомну зону. Через багато років вибух ракети, винесеної Суперменом у космос, утворює прорив до Фантомної зони й в'язні звільняються. Через випромінювання Сонця вони набувають таких же суперсил, як і Супермен. Висадившись на Місяць, вони вбивають астронавтів і, переконавшись у своїй перевазі, вирішують підкорити Землю.
«The Daily Planet» відправляє журналіста Кларка Кента, що насправді і є Суперменом, і його колегу Лоїс Лейн до Ніагарського водоспаду. Лоїс підозрює, що Кларк і Супермен — одна особа, коли Кларк виявляється відсутній, в той час, як Супермен рятує впалу дитину. Лоїс зумисне вистрибує в вікно, Кларк рятує її, підставивши тент, і тим самим відводить від себе підозри. Згодом рука Кларка випадково потрапляє в запалений камін, лишившись неушкодженою. Позаяк тепер його викрито, Кларк бере Лоїс до своєї Фортеці Самотності в Арктиці, показуючи їй записи про своє походження, збережені в кристалах. Супермен освідчується в коханні Лоїс і хоче провести з нею своє життя. Він вирішує позбутися суперздібностей і після розмови з голограмою своєї матері входить до камери, що опромінює його світлом зорі Криптона. Кларк і Лоїс проводять ніч разом, потім залишають Фортецю і повертаються з Арктики на автомобілі.
Тим часом Зод і його соратники вчиняють руйнування та прямують до Білого дому і змушують президента Сполучених Штатів здатися. Паралельно Лекс Лютор зі своїм посіпакою Отісом тікає з в'язниці за допомогою коханки Єви Тешмахер. Вони визначають розташування Фортеці самотності та довідуються хто такий Супермен. Лютор пропонує Зоду Супермена в обмін на Австралію. Зод хоче помститися якщо не Джор-Елу, який його засудив, то його синові Супермену, тому погоджується.
Кларк і Лоїс приходять у закусочну, де далекобійник, на ім'я Роккі сексуально домагається Лоїс і б'є Кларка. Бійку перериває термінове повідомлення в новинах, у якому президент здає свої повноваження Зоду. Коли президент благає Супермена врятувати Землю, генерал Зод вимагає, щоб Супермен прийшов і «став на коліна перед Зодом!» Розуміючи, що планета лишилася беззахисна, Кларк повертається до Фортеці, щоб дізнатися, чи зможе він відновити суперсили.
Троє криптонців об'єднуються з Лютором і вирушають до офісу «Daily Planet». Супермен розмовляє з голограмою свого батька, що назавжди вимикається, даючи натомість зелений кристал, який відновлює сили. Зод у той час, зрозумівши, що Супермена немає в офісі, погрожує вбивати всіх навколо, поки супергерой не з'явиться. Супермен прибуває вчасно і бореться з трьома лиходіями. Зод розуміє, що Супермен піклується про людей, і користується цим, загрожуючи перехожим. Супермен усвідомлює, що єдиний спосіб зупинити Зода та його поплічників — це заманити до камери в Фортеці самотності. Тому він летить туди.
Зод, Урса та Нон, узявши з собою Лоїс і Лютора, летять навздогін. У Фортеці Зод заявляє, що Лютор більше не потрібен йому та намірюється вбити. Лютор запитує в Супермена як завадити криптонцям і той каже, що їх треба заманити до камери. Але слідом Лютор виказує це Зоду. Почувши це, Зод наказує Супермену ввійти до камери в обмін на життя Лоїс. Супермен слухається і входить до камери, а потім стає на коліна перед Зодом, але зненацька ламає йому руку. Виявляється, він обернув дію камери, щоб вона опромінювала всіх навколо, лишивши всередині безпечний простір. Таким чином в Супермена лишаються сили, а Зод, Нон і Урса стають, як звичайні люди. Він скидає Зода в прірву, Нон падає туди ж, намагаючись полетіти, а Лоїс слідом скидає туди й Урсу. Далі він повертає Лоїс додому, а Лекса — у в'язницю.
У «Daily Planet» наступного дня Кларк виявляє, що Лоїс засмучена тим, що знає його таємницю, але не може відкрито розповісти про свої справжні почуття до супергероя. Він цілує її, при цьому користуючись своєю телепатією аби стерти з її розуму спогади про минулі кілька днів. Пізніше Кларк повертається в закусочну і мстить Роккі, привселюдно побивши його. Супермен відновлює пошкодження, завдані Зодом, і каже президенту, що більше не покине свій обов'язок захисту Землі.

## У ролях
- Крістофер Рів — Супермен / Кларк Кент
- Джин Гекмен — Лекс Лютор
- Нед Бітті — Отіс
- Джеккі Купер — Перрі Вайт
- Сара Дуглас — Урса
- Марго Кіддер — Лоїс Лейн
- Джек О'Хеллоран — Нон
- Валері Перрайн — Єва Течмахер
- Сюзанна Йорк — Лара
- Кліфтон Джеймс — шериф
- Е. Г. Маршалл — президент
- Марк МакКлюр — Джиммі Олсен
- Теренс Стемп — Генерал Зод

## Цікаві факти
- Єдина картина про Супермена, яку зняли два режисери. У цьому полягала причина конфлікту між Річардом Доннером і Річардом Лестером. Доннер, за його твердженням, відзняв 75 % фільму ще в 1977 році, а потім був усунений від проєкту. У 1979 році Лестер дозняв інші сцени й переробив матеріал Доннера, однак на думку останнього у фінальному монтажі залишалося близько 25 % відзнятих їм сцен. У листопаді 2006 року на DVD вийшов фільм «Супермен 2: Версія Річарда Доннера».
- Прем'єра фільму в Європі й Австралії (4 грудня 1980) пройшла раніше прем'єри в США (19 червня 1981), що було досить незвичайним рішенням для проєкту такого масштабу.